# 미스트리스 (2008년 드라마)
《미스트리스》(영어: Mistresses)는 2008년부터 2010년까지 BBC One에서 방영된 드라마이다.

## 한국판 성우진(KBS)
- 배정미 - 케이티 로든(새라 패리시)
- 유지원 - 쇼번 디번(올라 브래디)
- 이선 - 제시카 프레이저(셸리 콘)
- 임은정 - 트루디 멀로이(섀런 스몰)
- 구자형 - 해리(라자 재프리)
- 김민석 - 리처드(패트릭 발라디)
- 정훈석 - 샘(맥스 브라운)
- 한호웅 - 도미닉(애덤 레이너)
- 최문자 - 샐리 (조안 맥퀸)
- 김관진 - 사이먼(애덤 애스틸)
- 이주연 - 알렉스(애너 토프)
- 곽윤상 - 롭(크리스 가너)